# Na káře
Na káře je dvanácté studiové album české hudební skupiny Spirituál kvintet, vydané v roce 1997. Je posledním studiovým albem, na kterém se podílel dlouholetý člen kapely, Oldřich Ortinský, majitel pozoruhodného basu. Album má zvláštní osobitou atmosféru.

## Seznam skladeb
| Pořadí         | Název                    | Délka |
| -------------- | ------------------------ | ----- |
| 1.             | Já harfu mám             | 1:42  |
| 2.             | Co prej bude s mojí duší | 2:44  |
| 3.             | Tří příběhy              | 3:35  |
| 4.             | Až se v ráji sejdem'     | 1:51  |
| 5.             | Amorek                   | 2:37  |
| 6.             | Jozue                    | 3:15  |
| 7.             | Kde jsi byl?             | 4:19  |
| 8.             | Dávno, dávno             | 2:43  |
| 9.             | Široký, hluboký          | 2:48  |
| 10.            | Potopa                   | 4:05  |
| 11.            | Lásko vrtkavá            | 3:14  |
| 12.            | Můj vláček               | 3:33  |
| 13.            | Dudy v Edinburku         | 2:17  |
| 14.            | Stará kráva              | 2:53  |
| 15.            | Já se vrátím             | 1:46  |
| 16.            | Až nám přijdou míru brát | 3:58  |
| Celková délka: | Celková délka:           | 47:50 |